# 고준샤
고준샤(光潤社, こうじゅんしゃ 고준샤[*], 광윤사)는 일본 도쿄의 포장재 회사이다. 롯데그룹의 일본 지주회사이던 롯데홀딩스의 최대 주주(지분 28.1%)이며, 롯데그룹의 대한민국 지주회사이던 롯데지주의 산하 회사로 두고 있는 호텔롯데의 지분으로도 5.45%를 보유하고 있다. 한일 롯데그룹 지배구조의 정점이 있는 회사로 알려져 있다.
1967년 11월에 설립되었고, 본사는 도쿄 신주쿠에 위치한 롯데홀딩스 본사 빌딩의 4층에 있다. 대표이사는 신동주 전 일본롯데 부회장이며, 종업원은 총 3명이다.
비상장기업으로 실적과 지분 구조 등은 공개되어있지 않지만, 매출은 롯데그룹내 거래를 통해 500억 원 규모인 것으로 알려져 있고, 기업 가치는 4조 원 이상으로 추정된다. 신동주 전 일본롯데 부회장 50%(50%+1주), 신동빈 롯데그룹 회장 38.8%,  신격호 총괄회장의 배우자 시게미츠 하쓰코 10%, 롯데재단 0.08% 등 창업주 일가가 약 99%의 지분을 소유한 것으로 알려져 있다.

## 같이 보기
- 롯데홀딩스
- 호텔롯데